# Nenince
Nenince (węg. Lukanénye) – wieś (obec) na Słowacji położona w kraju bańskobystrzyckim, w powiecie Veľký Krtíš. Pierwsze wzmianki o miejscowości pochodzą z 1135 roku.
Według danych z dnia 31 grudnia 2012 roku, wieś zamieszkiwało 1400 osób, w tym 718 kobiet i 682 mężczyzn.
W 2001 roku rozkład populacji względem narodowości i przynależności etnicznej wyglądał następująco:
- Słowacy – 21,88%
- Czesi – 0,07%
- Ukraińcy – 0,07%
- Węgrzy – 77,83%

Ze względu na wyznawaną religię struktura mieszkańców kształtowała się w 2001 roku następująco:
- Katolicy rzymscy – 96,84%
- Grekokatolicy – 0,07%
- Ewangelicy – 2,08%
- Prawosławni – 0,07%
- Ateiści – 0,22%
- Nie podano – 0,29%